# Topolino nella valle infernale
Da non confondere con Topolino nella valle dell'incanto.
Topolino nella valle infernale (Mickey Mouse in Death Valley) è una storia a fumetti Disney pubblicata a strisce sui quotidiani statunitensi nel 1930. È la seconda storia a fumetti in assoluto di Topolino e la prima realizzata (in parte) da Floyd Gottfredson. La prima parte è sceneggiata da Walt Disney, la seconda da Floyd Gottfredson.
In questa storia fanno la loro prima comparsa a fumetti Clarabella, Orazio, Gambadilegno e l'avvocato Lupo.

## Trama
L'avvocato Silvestro Lupo (in originale Sylvester Shyster) comunica a Minni che suo zio Mortimer Mouse (in alcune versioni italiane "Martino") le ha lasciato in eredità una vecchia villa e tenta di convincerla a cedergliela, dato che a suo dire essa non avrebbe alcun valore. Topolino invece convince Minni a non venderla, perché Lupo è notoriamente un avvocato dalla dubbia reputazione e c'è il sospetto che l'affare nasconda qualcosa: in effetti Lupo vuole impossessarsi della proprietà perché fra le sue mura è nascosta una mappa del tesoro che svela l'ubicazione della miniera di zio Mortimer. Non essendo riuscito a impossessarsi della villa con le buone maniere, Lupo tenta di farlo con le cattive: si allea con Gambadilegno e si intrufola nella villa alla ricerca della mappa. Topolino e Minni, che si trovano nella villa, rischiano la vita ma vengono salvati da un misterioso individuo mascherato chiamato The Fox ("La Volpe" in alcune traduzioni, "Volabasso" in altre). Topolino e Minni trovano la mappa del tesoro (nascosta nel formaggio) ma poco dopo arrivano Gambadilegno e Lupo che si impadroniscono con la forza della mappa.
Topolino e Minni si lanciano all'inseguimento dei due arrivando nella Valle Infernale, un deserto nel West dove si trova la miniera dello zio. Qui riescono a riappropriarsi della mappa, ma per arrivare alla miniera devono affrontare varie avversità (oltre a Gambadilegno e Lupo, vengono ostacolati anche dallo sceriffo, che è stato convinto da Lupo che Topolino e Minni siano dei fuorilegge). Vengono aiutati a superarle da The Fox e un altro personaggio, Erasmus Rat ("Erasmo Ratto").
Alla fine della storia, La Volpe/Volabasso esce allo scoperto e si rivela essere lo zio Mortimer, che ha finto la sua morte per smascherare le malefatte di Lupo; i due criminali vengono arrestati.